# Dicyema colurum
Dicyema colurum — вид диціємід. Вид зустрічається на північному заході Тихого океану. D. colurum є ендопаразитом восьминога Amphioctopus fangsiao.